# Boris Hagelin
Boris Hagelin (2. července 1892 – 7. září 1983) byl švédský inženýr, vynálezce a zlepšovatel šifrovacích strojů. Byl jediný vynálezce své doby, který na šifrování zbohatl.[zdroj?]

## Život a dílo

### Rodina
Švédský inženýr Arvid Gerhard Damm byl na začátku dvacátého století ve své zemi ředitelem naftové společnosti bratří Nobelových. Zároveň však byl spolu s Holanďanem Hugo Kochem autorem tří patentů pro šifrovací stroje. Na jejich výrobu měl ve Švédsku založenou firmu. O jejich vynálezy nebyl na trhu zájem, dokud se vývoje neujal Boris Hagelin.

### První práce Borise Hagelina – dvacátá léta
Roku 1922 se Boris Hagelin ujal práce na zjednodušení jednoho z otcových strojů, který vybavil klávenicí a žárovkami. Podobně to udělal u svého stroje Američan Edward H. Hebern. Díky těmto úpravám se zařízení podobalo německé verzi Enigmy od Artura Scherbia. Do roku 1929 dokázal Hagelin prodat generálnímu štábu Švédska mnoho[ujasnit] šifrovacích strojů.
Roku 1928 zemřel Hagelinův otec Bernard Damn.

### Vylepšení strojů ve 30. letech
Hagelin zařízení vylepšil elektrickým psacím strojem, aby mohlo psát text přímo na pásku a roku 1934 vestavěl do stroje tiskárnu. Vyřadil tak zastaralé žárovky ukazující šifrovaný text. Usnadnil tím obsluhu, jelikož původně kontrola žárovek vyžadovala současnou práci dvou osob. Zařízení vážilo jen 16 kilogramů a vešlo se do malého kufru. Rychlost 200 znaků za minutu byla v té době nadstandardní.

### Francouzská zakázka na „kapesní šifrovač“
Francouzský generální štáb zaujal stroj natolik, že požádali o vytvoření miniaturního zařízení. Hagelin vyvinul čistě mechanický stroj který nevážil ani 1,5 kilogramu. Francouzi nakoupili ihned přes 5000 kusů těchto strojů, menších než tehdejší telefon. Stroj opět na principu Enigmy vyráběl heslo v průběhu šifrování. Uvnitř zařízení bylo na společné ose, šest kotoučů s různým množstvím pracovních poloh. Přesněji jich bylo 17, 19, 21, 23, 25 a 26. Při šifrování se jejich polohy rozcházely, čímž se při každém počátečním nastavení kotoučů, vytvářel jiný šifrovací kód. Tento kód byl neperiodický a dlouhý přes 101 miliónů znaků.

### Emigrace do USA
Na začátku druhé světové války absolvoval Hagelin riskantní emigraci přes Berlín a Vídeň do New Yorku. To vše kvůli strachu z Hitlera, který v témže roce obsadil Norsko, Holandsko, Belgii a Francii. Do emigrace propašoval kompletní dokumentaci a plány výroby stroje typu C-28. Z New Yorku zamířil vynálezce do Washingtonu, aby se zde konečně setkal s vynálezce a kryptografem Williamem Friedmanem.
Pro řádné vyzkoušení se podařilo do konce září[ujasnit] propašovat ze Švédska padesát šifrovacích strojů. Testy dopadly úspěšně, ale se strojem se muselo zacházet přesně podle návodu, jinak jeho stupeň bezpečnosti značně klesal. V případě, že se několikrát za sebou použilo stejné heslo, docházelo se k tomu samému.[ujasnit] Zprávy šlo poté rozluštit metodou předpokládaných slov. Díky jediné rozluštěné zprávě by šlo odhadnout rozmístění vnitřních kotoučů stroje a ten by byl už nadále k ničemu.
Jelikož však USA neměly nic alespoň srovnatelného, přistoupily na používání tohoto zařízení s několika vylepšeními od Friedmana. Od roku 1942 ho pod označením M-209 vyráběla firma Smith-Corona Typewriter ve státě New York. Roku 1944 jich už bylo vyrobeno 140 000 kusů a Boris Hagelin se stal milionářem.

### Návrat do Evropy
Po válce obnovil Hagelin výrobu ve Švédsku, roku 1948 přemístil část výroby i prodeje do Švýcarska. Úplné přestěhování bylo ukončeno až o deset let později.
Po válce začínal Hagelin 170 zaměstnanci a roku 1952 vznikl nový typ šifrovacího stroje CX-52. Kotouče byly změněny a šlo je používat v libovolném pořadí (jako u Enigmy). Stejně tak se změnila i část pro tvorbu hesla. Zdvojnásobení počtu pracovních poloh u čtyřech nejmenších kotoučů dovolovalo komunikaci se starými typy stroje. Zařízení však mělo i druhý typ, kde počet pracovních poloh u kotoučů byl v prvočíslech. Délka hesla se tak zvýšila na 2,75 miliardy znaků. Přidalo se i zařízení pro snímání a tvoření textu do děrné pásky PEB-61. V dalších letech se zařízení stále vyvíjelo. Stroje například umožňovaly nepravidelné pohyby kotoučů nebo přepisy do jiných jazyků.

## Vývoj po Hagelinově smrti
Roku 1983 Boris Hagelin zemřel. Byl tehdy jediným vynálezcem kryptografických zařízení, který na nich dokázal zbohatnout.
Hagelinem založená firma Crypto AG sídlí nedaleko Zugu a pokračuje ve výrobě a modernizaci šifrovacích strojů a zařízení. Od začátku sedmdesátých let vyrábí zařízení, která využívají pro vytvoření hesla místo kotoučů posuvné registry.